# Servizio penitenziario israeliano
Il Servizio penitenziario (in ebraico שירות בתי הסוהר‎?), noto semplicemente come Shabas (in ebraico שב״ס‎?), è un'agenzia governativa israeliana dipendente dal Ministero della sicurezza nazionale e responsabile dell'amministrazione delle 29 strutture penitenziarie statali di Israele.
Ha sede a Ramla, nei pressi della prigione Ayalon.

## Storia
Con la nascita dello Stato d'Israele nel 1948 l'amministrazione delle strutture penitenziarie fu svolta temporaneamente dalla Polizia israeliana, posta sotto la responsabilità del neonato Ministero della polizia. Il Servizio penitenziario fu istituito separatamente nel 1949.
Nel 2006 il servizio ha ricevuto in carico anche la gestione delle strutture carcerarie di sicurezza precedentemente gestite dalle Forze di difesa (IDF), tra cui Ktzi'ot e Ofer.

## Attività
Il Servizio penitenziario gestisce diverse prigioni e centri di detenzione statali, suddivisi in tre distretti territoriali: nord, centro e sud. All'interno del Servizio penitenziario operano inoltre le unità speciali Metzada (recupero ostaggi e operazioni speciali), Nachson e Yamar Dror.

### Distretto settentrionale
- Prigione Carmel
- Prigione Damon
- Prigione Gilboa
- Prigione Hermon
- Prigione Megiddo
- Prigione Shata
- Prigione Tzalmon

### Distretto centrale
- Prigione Ayalon
- Prigione Giv'on
- Prigione HaSharon
- Prigione Maasiyahu
- Prigione Nitzan-Magen
- Prigione giovanile Ofek
- Prigione Ofer
- Prigione Rimonim

### Distretto meridionale
- Complesso penitenziario di Be'er Sheva
- Prigione Ktzi'ot
- Prigione Nafha
- Prigione Ramon
- Prigione Saharonim
- Prigione Shikma

### Centri di detenzione
- Centro di detenzione di Eilat
- Centro di detenzione di Hadarim
- Centro di detenzione di Kishon
- Centro di detenzione di Moscovia
- Centro di detenzione di Nitzan
- Centro di detenzione di Ohalei
- Centro di detenzione di Petah Tiqwa
- Centro di detenzione di Tel Aviv